# Anthony Gullsten
Anthony Gullsten (* 20. prosince 1991 Helsinky) je finský reprezentant ve sportovním lezení, vítěz Melloblocca a stavěč cest.

## Výkony a ocenění
- 2012: deváté místo v závodu světového poháru v boulderingu ve Vail v USA
- 2012 a 2017: první dělené místo na závodech Melloblocco

## Filmografie
- 2012: Welcome to The Hood, de PRAK media, DVD, (anglicky)